# Frans Francken (1542–1616)

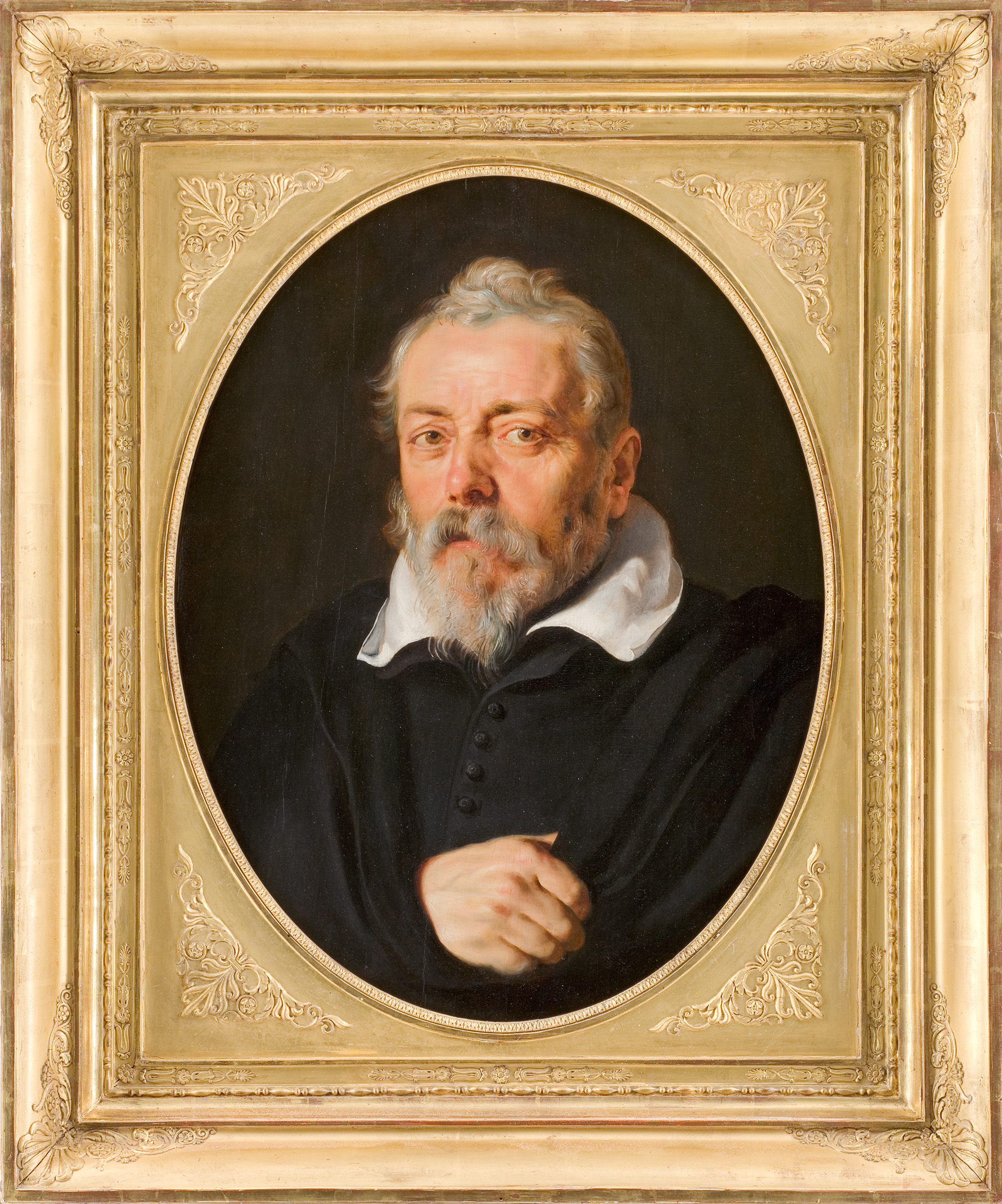
Frans Francken I, porträtterad av Peter Paul Rubens.

Frans Francken I, född 1542 i Herentals, död 1616 i Antwerpen, var en flamländsk konstnär. Han var far till Frans Francken (1581–1642).

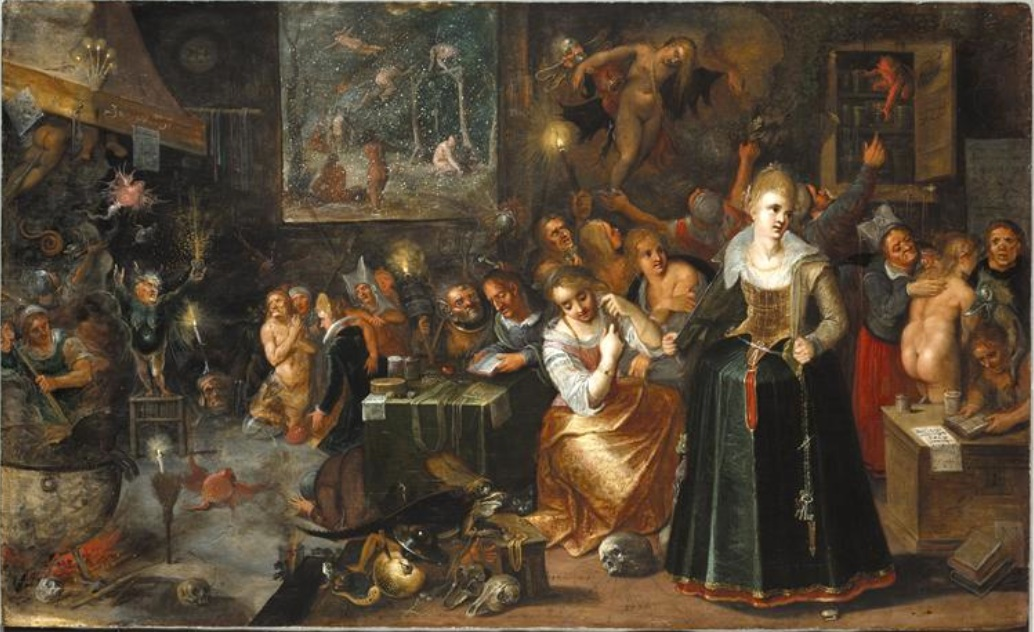
De kloka och de dåraktiga jungfrurna.

Francken är upphovsman till ett flertal altarmålningar i Antwerpens kyrkor och arbetade från början i Frans Floris italieniserade stil. Bland hans mera kända verk märks en korsfästelsescen från 1603 i Andreaskyrkan i Antwerpen.